# International Tennis Championships 1996
L'International Tennis Championships 1996 è stato un torneo di tennis giocato sulla Terra Har-Tru.
È stata la 4ª edizione dell'International Tennis Championships, che fa parte della categoria ATP World Series nell'ambito dell'ATP Tour 1996.
Si è giocato a Coral Springs in Florida, dal 13 maggio al 20 maggio 1996.

## Campioni

### Singolare
Jason Stoltenberg ha battuto in finale  Chris Woodruff con il punteggio di 7–6(4), 2–6, 7–5.

### Doppio
Todd Woodbridge /  Mark Woodforde hanno battuto in finale  Ivan Baron /  Brett Hansen-Dent con il punteggio di 6–3, 6–3.